# تنیس آزاد فرانسه
مسابقات تنیس آزاد فرانسه (به انگلیسی: French Open) یا (به فرانسوی: Championnats Internationaux de France de Tennis) که به فرنچ اوپن و رولان گَروس (Roland-Garros فرانسوی: [ʁɔlɑ̃ ɡaʁos]) هم مشهور است، از برجسته‌ترین مسابقات قهرمانی تنیس جهان و یکی از چهار رویداد بزرگ گرنداسلم (Grand slam) در جهان است که هر ساله از میانه ماه مه تا اوایل ماه ژوئیه در دو رده زنان و مردان، در شهر پاریس برگزار می‌شود.
جایزه مسابقات تنیس فرنچ اوپن، در حدود ۱۵ میلیون یورو (۳۰ میلیون دلار) است و از لحاظ زمانی دومین مسابقه گرنداسلم در هر سال محسوب می‌شود.

رافائل نادال با چهارده بار قهرمانی بیشترین عنوان قهرمانی و همچنین رکورد دار برنده شدن در این مسابقات را داراست.

## نگارخانه

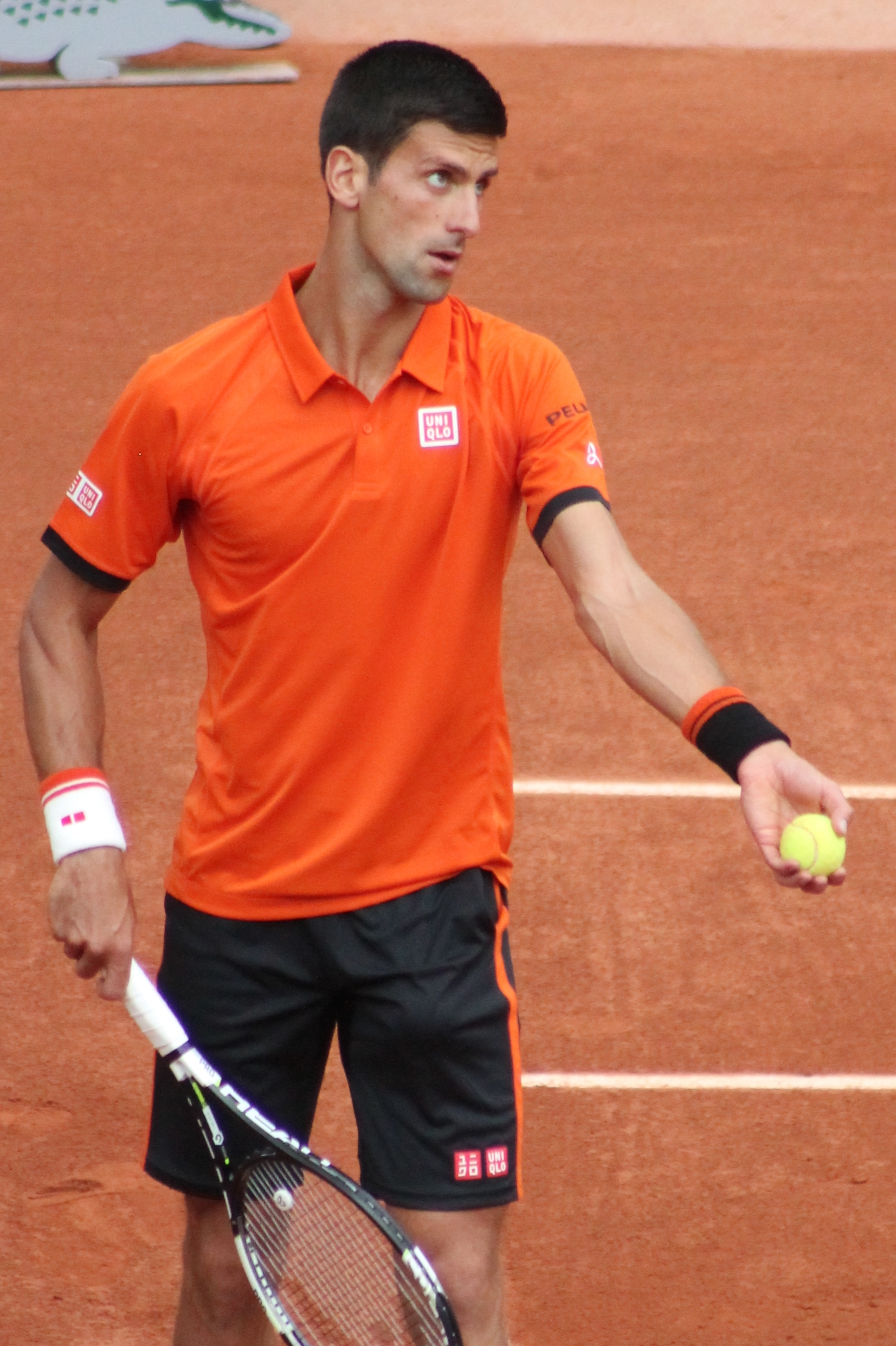
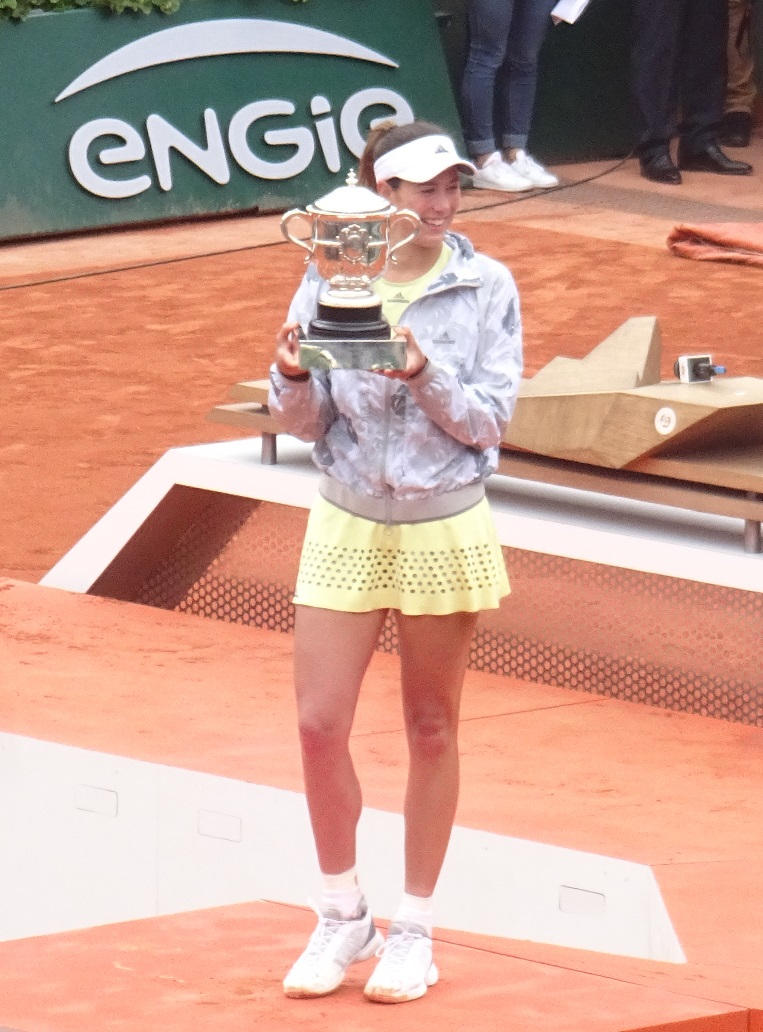
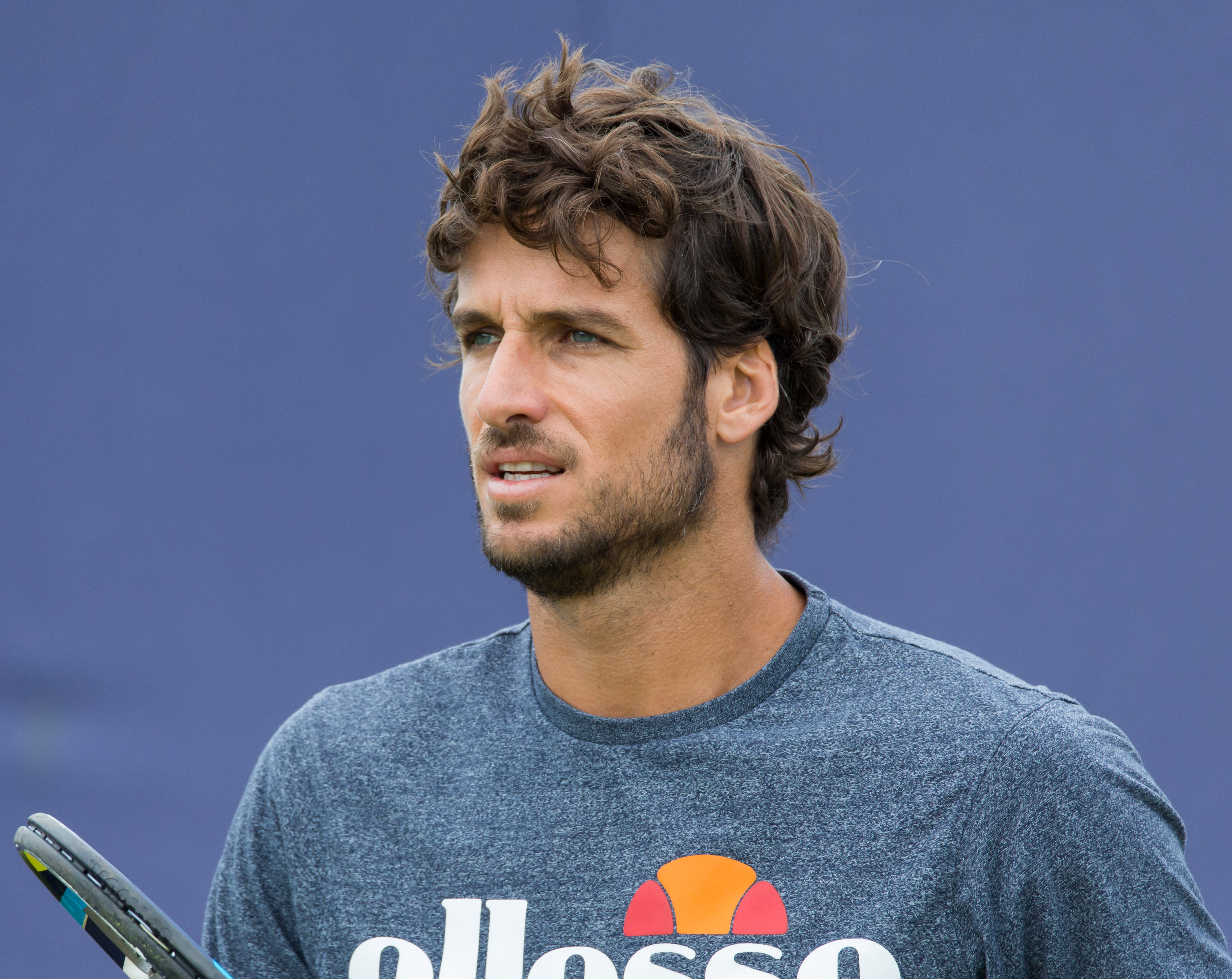
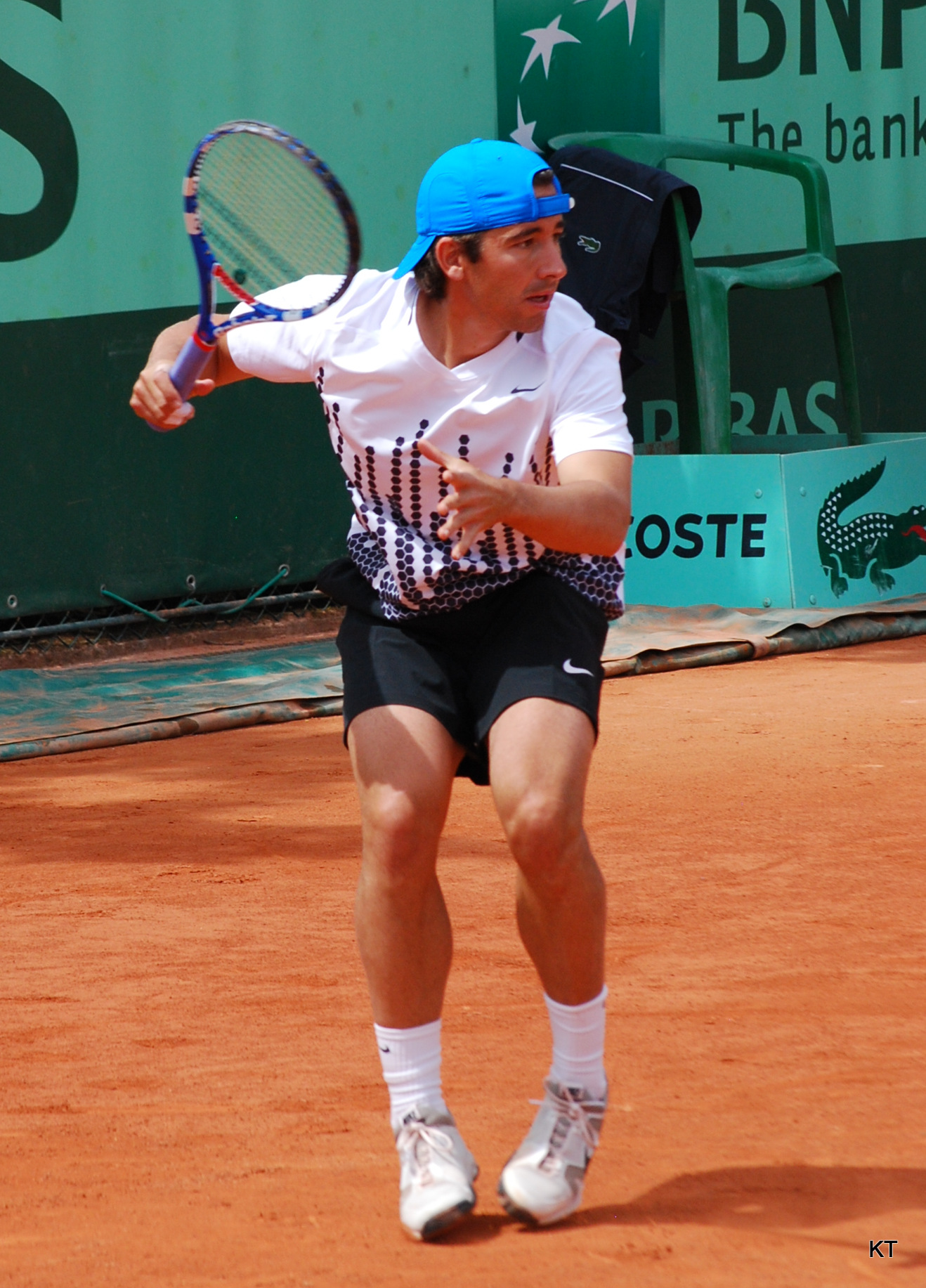
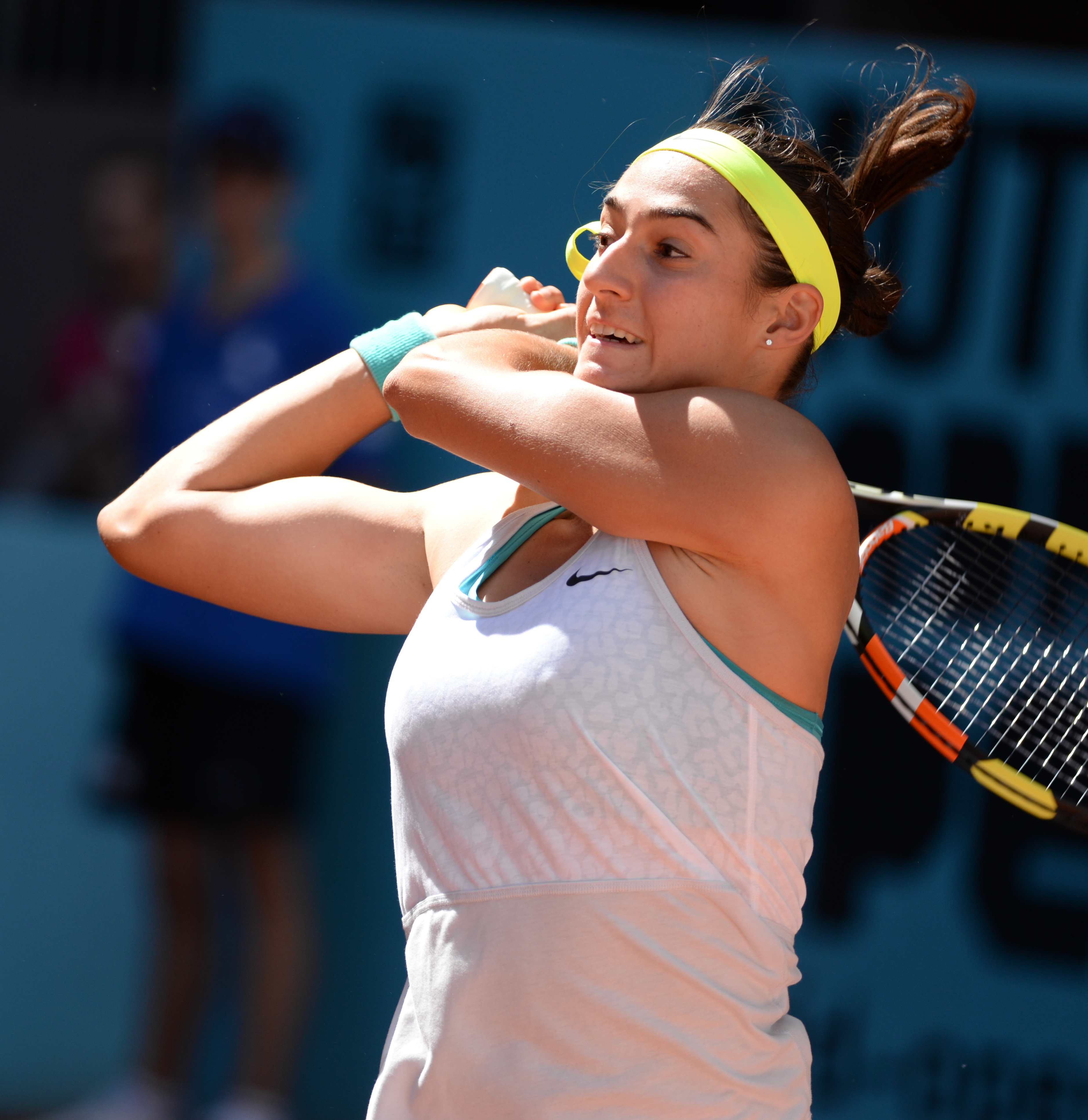
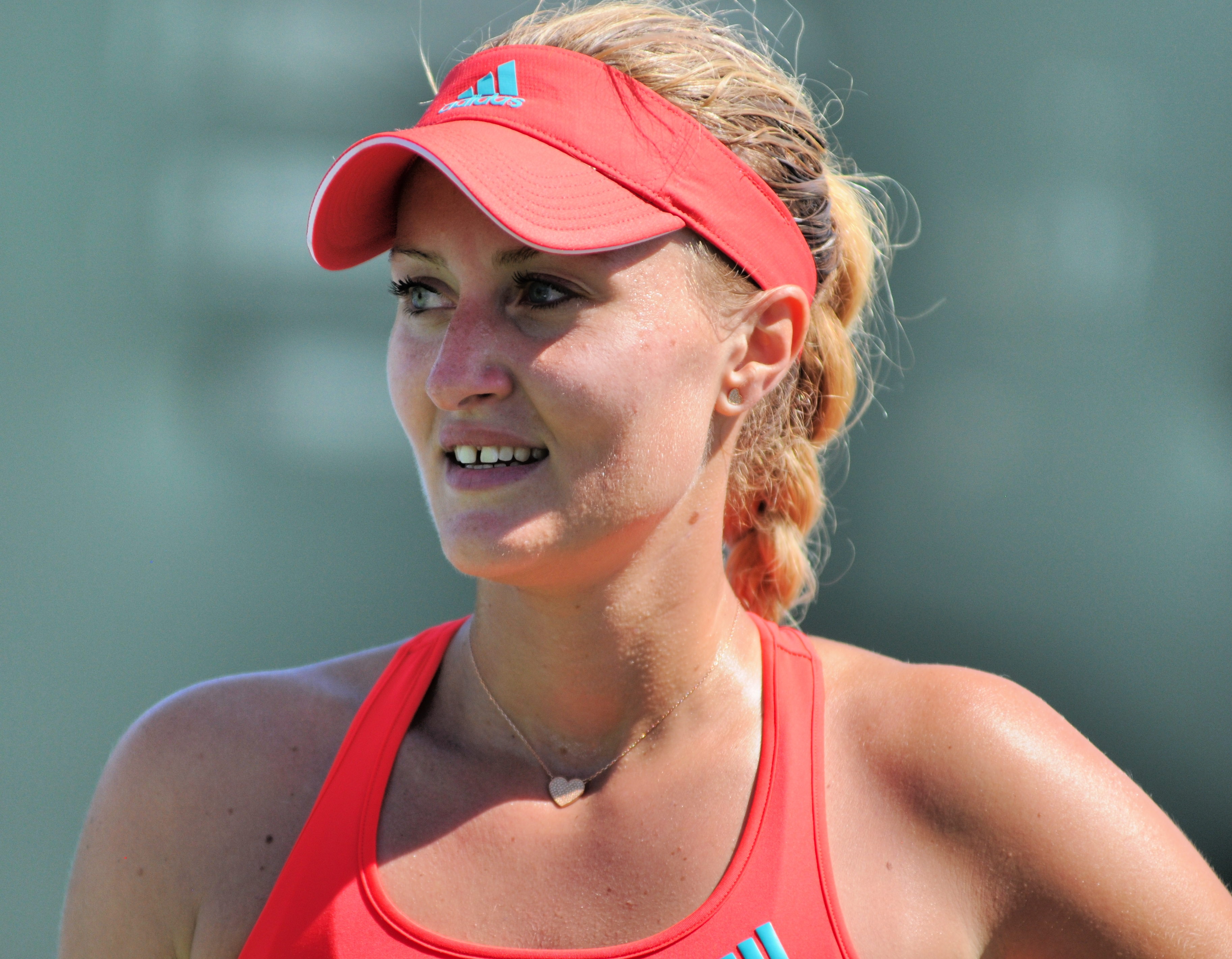
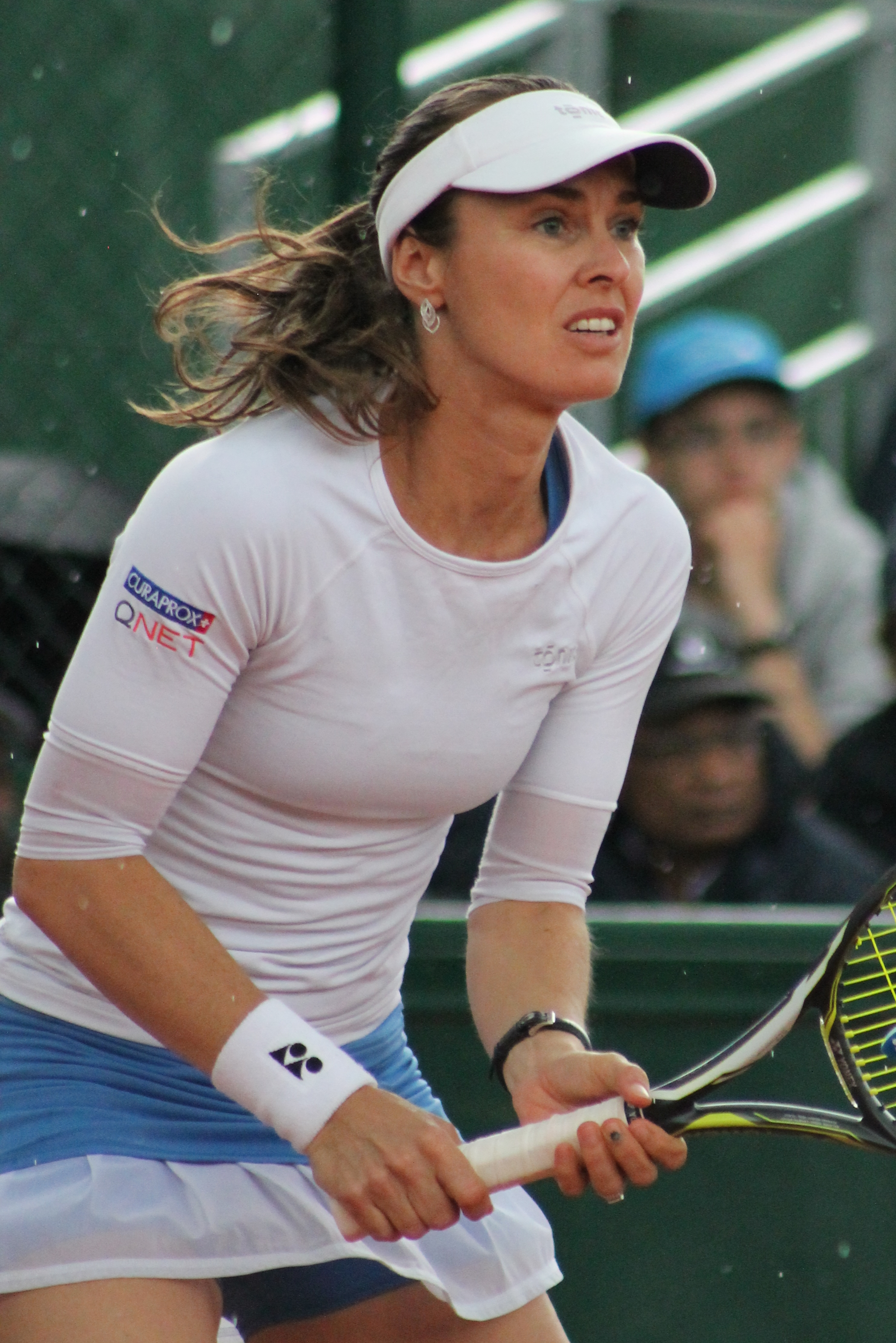
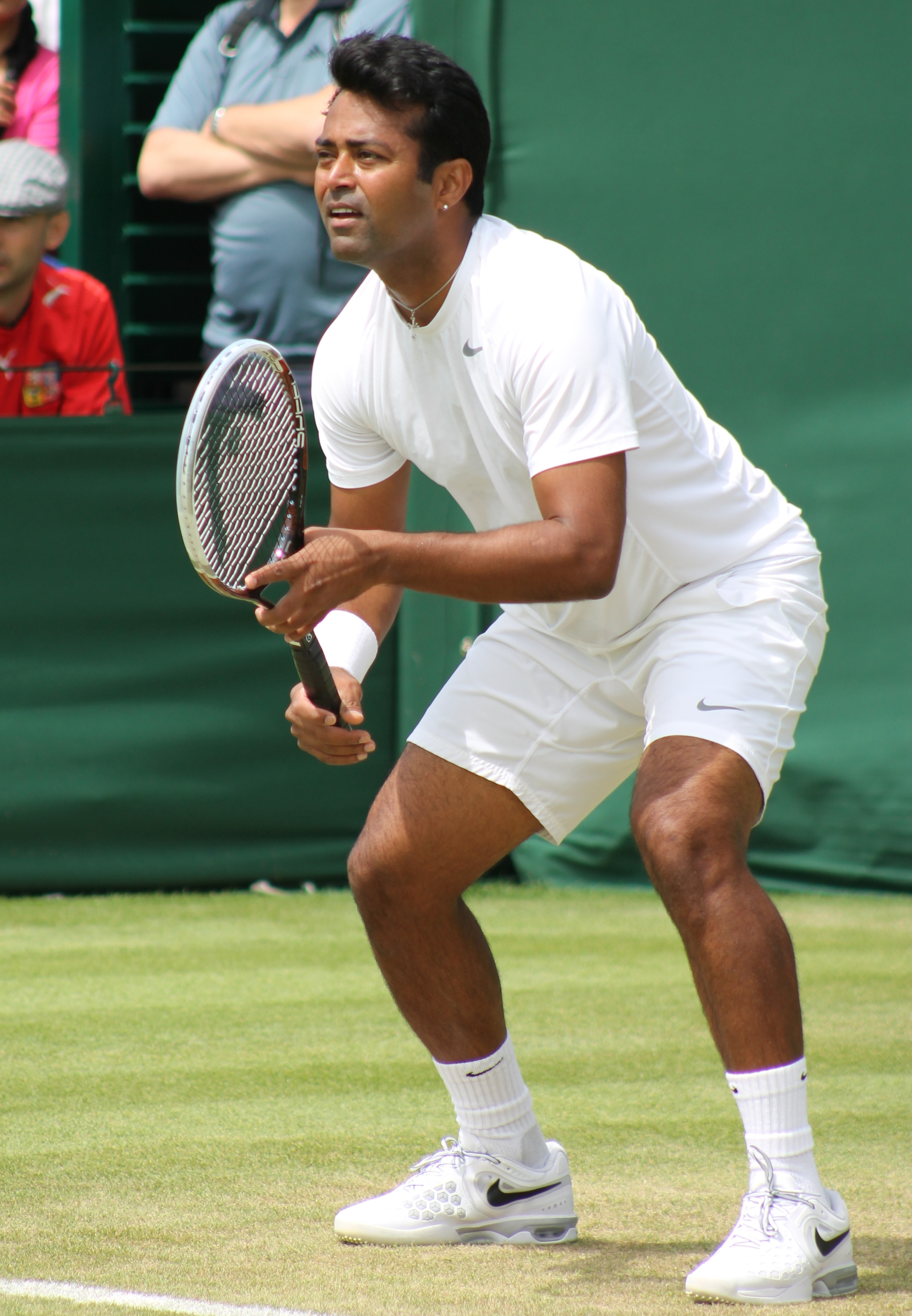